# Gemse Peak
Gemse Peak är en bergstopp i Kanada.   Den ligger i provinsen British Columbia, i den södra delen av landet, 3 400 km väster om huvudstaden Ottawa. Toppen på Gemse Peak är 1 626 meter över havet.
Terrängen runt Gemse Peak är kuperad åt sydost, men åt nordväst är den bergig.Trakten runt Gemse Peak är nära nog obefolkad, med mindre än två invånare per kvadratkilometer.. Närmaste större samhälle är Yale, 18,0 km sydväst om Gemse Peak.
I omgivningarna runt Gemse Peak växer i huvudsak barrskog.